# Dilmun
Dilmun va ser el nom que els accadis donaven a la regió d'al-Hassà, a la costa aràbiga entre Kuwait i Bahrain. Hi va haver un important comerç amb aquesta regió.
Quan Sargon II va reconquerir Babilònia l'any 709 aC derrotant al príncep caldeu Marduk-Apal-Iddina II, Uperi, rei de Dilmun, va enviar regals al rei assiri, i també ho van fer set regnes de Xipre. El regne de Dilmun havia mantingut un intens intercanvi de mercaderies amb Babilònia.
Al relat èpic sumeri Enki i Ninhursag, escrit en tauletes de fang que daten de l'època de la Tercera dinastia d'Ur, s'explica com el déu Enki va beneir la paradisíaca terra de Dilmun, terra pura, neta i brillant, plena de vida, jardí dels déus i gran paradís terrenal, «Una terra virginal, on els lleons no maten i on els llops no cacen xais».
Qal'at al-Bahrain, antic port i capital de Dilmun, està inscrit des del 2000 a la llista de la UNESCO del Patrimoni de la Humanitat.